# Jean-Louis Harel
Jean-Louis Harel (n. 9 septembrie 1965, Lillebonne, Haute-Normandie, Franța) este un ciclist de performanță ce a reprezentat Franța, medaliat olimpic. A participat la o ediție a Jocurilor Olimpice (1992) în care a câștigat o medalie de bronz.

## Participări
Lista de mai jos prezintă principalele competiții la care a participat Jean-Louis Harel de-a lungul carierei.
- cycling at the 1992 Summer Olympics – men's team time trial[*]